# Petra Hogewoning
Petra Marieka Jacoba Hogewoning (Rijnsburg, 26 maart 1986) is een Nederlandse voetbalster die sinds seizoen 2012/13 uitkomt voor Ajax vrouwen.

## Clubcarrière
Hogewoning speelde vanaf de start van de Eredivisie bij FC Utrecht. Ze speelde in totaal drie seizoenen bij de club, waarmee ze in haar laatste seizoen de KNVB beker won. In de zomer van 2010 was het aanvankelijk de bedoeling dat ze naar FC Zwolle ging, maar koos uiteindelijk voor een contract bij het Russische Zvezda 2005 Perm. Ze tekende daar voor anderhalf jaar. In de zomer van 2011 stapte ze over naar Sky Blue FC. Uiteindelijk speelde ze daar maar één wedstrijd, omdat na haar komst de zomercompetitie al gauw afgelopen was. Ze bleef niet bij de club, maar stapte over naar FCR 2001 Duisburg uit Duitsland. Vanaf het seizoen 2012/13 speelde ze voor Ajax vrouwen. In 2016 is ze mede door een heftige blessure gestopt met het professioneel voetballen. Ze “had geen plezier meer in het voetballen.”

## Nationale elftal
In de zomer van 2009 nam ze met het Nederlands elftal deel aan het EK. Ze speelde alle wedstrijden en bereikte uiteindelijk de halve finale met Nederland.

## Erelijst
- KNVB beker: 2010

1 Geurts ·
2 Van Lunteren ·
3 Van der Gragt ·
4 Van den Berg ·
5 Hogewoning ·
6 Dekker ·
7 Melis ·
8 Spitse ·
9 Miedema ·
10 Van de Donk ·
11 Martens ·
12 Bito ·
13 Janssen ·
14 Hoogendijk ·
15 Van Dongen ·
16 Van Veenendaal ·
17 Middag ·
18 Van Erp ·
19 Van de Ven ·
20 Roord ·
21 Lewerissa ·
22 Van de Sanden ·
23 Christ ·
Coach: Reijners
1: Geurts ·
2: Bito ·
3: Koster ·
4: Meulen ·
5: Hogewoning ·
6: Hoogendijk ·
7: Kiesel-Griffioen ·
8: Van de Ven ·
9: Melis ·
10: Stevens ·
11: Smit · 12: Brummel · 13: Christ · 14: De Boer · 15: Van den Heiligenberg · 16: Dugardein · 17: Spitse · 18: De Vries · 19: Pieëte · 20: Van Dalen · 21: De Ridder · 22: Van de Sanden · Coach: Pauw